# Putnam County (Georgia)
Putnam County is een county in de Amerikaanse staat Georgia.
De county heeft een landoppervlakte van 892 km² en telt 18.812 inwoners (volkstelling 2000). De hoofdplaats is Eatonton.

## Bevolkingsontwikkeling

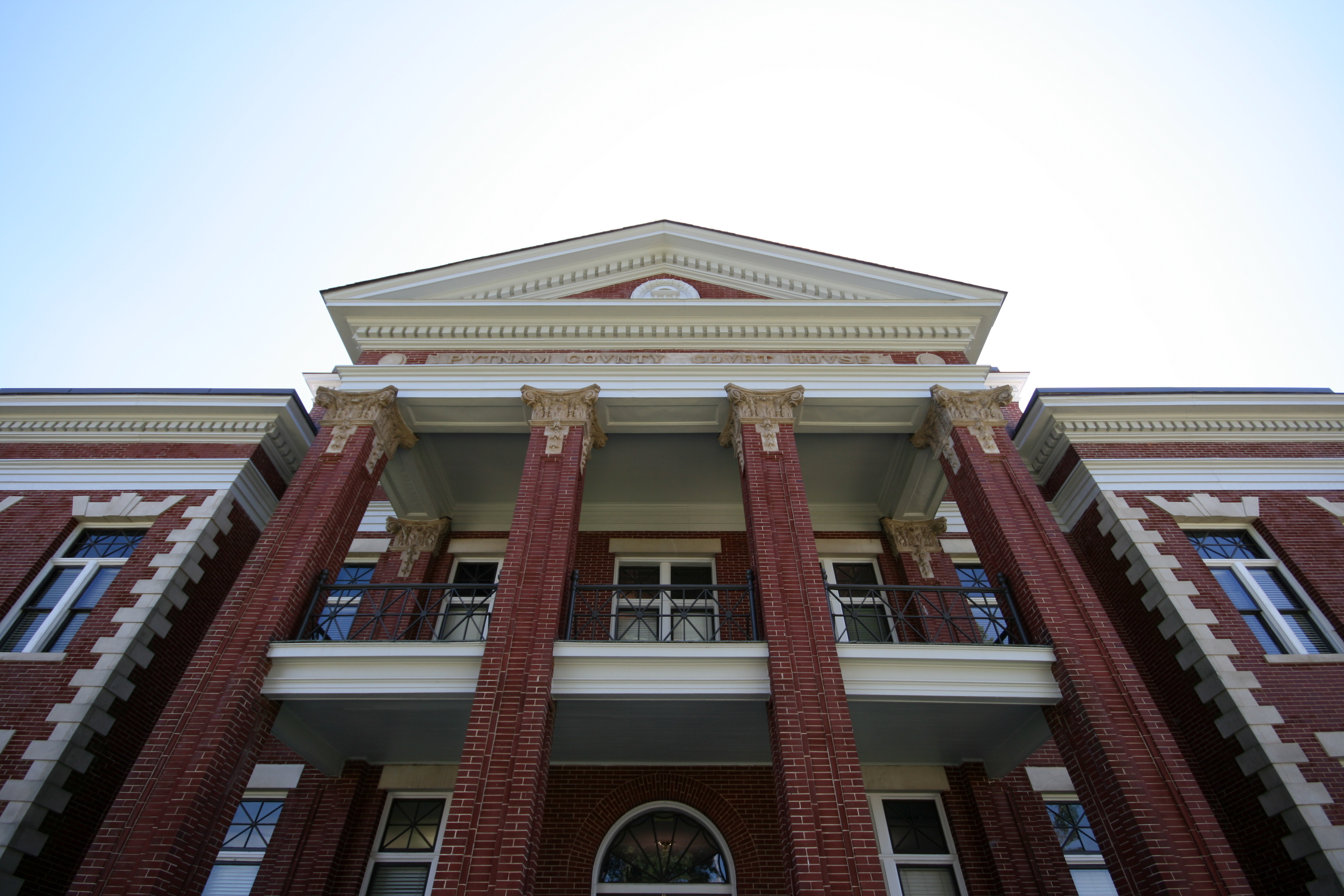
Putnam County Courthouse